# St. Charles (Kentucky)
St. Charles is een plaats (city) in de Amerikaanse staat Kentucky, en valt bestuurlijk gezien onder Hopkins County.

## Demografie
Bij de volkstelling in 2000 werd het aantal inwoners vastgesteld op 309.

## Geografie
Volgens het United States Census Bureau beslaat de plaats een oppervlakte van
1,5 km², geheel bestaande uit land.

## Plaatsen in de nabije omgeving
De onderstaande figuur toont nabijgelegen plaatsen in een straal van 16 km rond St. Charles.